# Ругање Исусу
Ругање Исусу (мкд. Ругање со Христос) је македонски филм из 2018, први дугометражни филм редитеља Јанија Бојаџија. Филм траје 152 минута.

## Улоге
| Глумац                 | Улоге      |
| ---------------------- | ---------- |
| Љупчо Тодоровски       | Александар |
| Јоана Пилиху           | Андреа     |
| Мето Јовановски        | Лазар      |
| Јоана Поповска         | Султана    |
| Младен Крстевски       | Вани       |
| Благоја Чоревски       | Анести     |
| Владо Јовановски       | Глигор     |
| Јана Клеин             | Магда      |
| Тинка Ристевска        | Љуба       |
| Роберт Вељановски      | Јорданчо   |
| Биљана Танески         | Рајна      |
| Ефтим Трајчов Гаурски  | Нико       |
| Горан Илић             | Монах      |
| Марина Поп Панкова     | Марија     |
| Андреј Серафимовски    | Ариф       |
| Елизабета Клинчаревска | Нена       |
| Кирил Трајковски       | Тодори     |
| Александар Велјановски | Петрос     |
| Кети Дончевска Илић    |            |
| Илија Струмениковски   |            |
| Душица Стојановска     |            |
| Мирослав Петковић      |            |
| Ирена Илиевска         | Невеста    |
| Елизабета Стефановска  |            |
| Катерина Илиевска      | Репортер   |
| Нино Леви              |            |